# 필립 K. 리글리

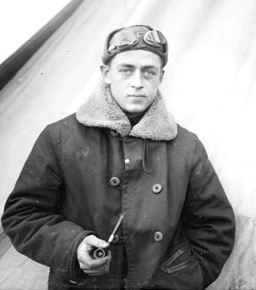
1917년의 필립 K. 리글리.

필립 나이트 리글리(Philip Knight Wrigley, 1894년 12월 5일 ~ 1977년 4월 12일)는 미국의 껌 제조 회사 사장이자 메이저 리그 베이스볼 (MLB) 경영진으로 활동했던 사람이다. 줄여서 P.K. 혹은 필이라고도 불렸다.